# Ciambella di San Cataldo
La ’ngiambella di San Cataldo (o 'nciambella sancataldese) è un biscotto dolce tipico di San Cataldo, comune della ex provincia di Caltanissetta.
Ogni anno, il 22 maggio, nel borgo di Santa Rita si svolge l'omonima festa della ciambella.

## Ingredienti
Gli ingredienti sono: zucchero, uova (che si pesano con i gusci), e farina tipo 00 (usata solo a partire dal secondo dopoguerra) o di grani antichi siciliani, o meglio con il grano tenero maiorca, prima del secondo dopoguerra l'unico grano usato quasi esclusivamente per i dolci. Prima del secondo dopoguerra la farina utilizzata era quella integrale di grani antichi. La farina 00 si impone solo dal secondo dopoguerra in seguito alla meccanizzazione e alla coltura agricola intensiva.
Il biscotto ha una tipica forma ellissoidale grande 10-15 centimetri. Ha come caratteristica una crosta dolce e lucida che la riveste.
A dispetto della semplicità degli ingredienti, la preparazione è complessa ed è figlia di una ricetta segreta tramandata da padre in figlio, gelosamente custodita dai vari fornai, pasticcieri, e massaie locali.